# Moussa Traoré (voetballer, 1990)
Moussa Traoré (Abidjan, 9 maart 1990) is een Ivoriaans-Burkinees profvoetballer.

## Clubcarrière
Traoré startte z'n voetbalcarrière in 2006 bij Commune FC. Daar startte hij in 2007 ook z'n profcarrière. In het seizoen 2008/09 werd hij uitgeleend aan Planète Champion uit Burkina Faso. In het seizoen 2009/10 huurde Standard Luik hem voor één seizoen met een optie tot koop die de club na een seizoen ook verzilverde. Bij Standard mocht hij regelmatig meedoen, al dan niet met invalbeurten. Hij maakte er wel z'n debuut in de Champions League: hij mocht in vijf wedstrijden 57 minuten spelen. In de Champions League-groepsfase scoorde hij op de tweede speeldag het enige Luikse doelpunt in het 1-1-gelijkspel tegen AZ Alkmaar.
Na de definitieve aankoop werd Traoré door Standard in seizoen 2010/11 uitgeleend aan Zulte Waregem. Na zijn terugkeer kwam hij niet meer voor in de plannen van Standard. In 2013 zakte hij af naar tweedeklasser Hoogstraten VV, nadien speelde hij ook voor White Star Bruxelles. Met de Brusselse club werd hij in 2016 kampioen in Tweede klasse, maar doordat de club geen licentie kreeg mocht de club niet promoveren. De club ging uiteindelijk in vereffening. Traoré vond onderdak bij het Iraanse Siah Jamegan FC, maar dat avontuur duurde slechts enkele maanden.
In juni 2017 bood AFC Tubize hem een nieuwe kans aan in België. In zijn eerste seizoen speelde hij nog 22 wedstrijden voor de Waals-Brabantse club, maar in zijn tweede seizoen slonken zijn speelminuten. Na de degradatie van Tubeke naar Eerste klasse amateurs werd zijn aflopende contract niet verlengd. Pas in november 2019 vond Traoré met RWDM een nieuwe club. Traoré speelde elf wedstrijden in Eerste klasse amateurs, maar op het einde van het seizoen werd zijn contract niet verlengd. Na een klein jaar zonder club vond hij met RUS Rebecquoise een nieuwe club.

## Spelerscarrière
| seizoen | club                     | land        | competitie              | wed.        | goals       |
| ------- | ------------------------ | ----------- | ----------------------- | ----------- | ----------- |
| 2009/10 | Standard Luik            | België      | Jupiler Pro League      | 22          | 1           |
| 2010/11 | → Zulte Waregem          | België      | Jupiler Pro League      | 16          | 4           |
| 2011/12 | Standard Luik            | België      | Jupiler Pro League      | 0           | 0           |
| 2012/13 | Standard Luik            | België      | Jupiler Pro League      | 0           | 0           |
| 2013/14 | Hoogstraten VV           | België      | Tweede klasse           | 28          | 7           |
| 2014/15 | White Star Bruxelles     | België      | Tweede klasse           | 24          | 4           |
| 2015/16 | White Star Bruxelles     | België      | Tweede klasse           | 27          | 4           |
| 2016/17 | Siah Jamegan Khorasan FC | Iran        | Persian Gulf Pro League | 9           | 0           |
| 2017/18 | AFC Tubize               | België      | Eerste klasse B         | 22          | 2           |
| 2018/19 | AFC Tubize               | België      | Eerste klasse B         | 11          | 0           |
| 2019/20 | RWDM                     | België      | Eerste klasse amateurs  | 11          | 0           |
| 2020/21 | zonder club              | zonder club | zonder club             | zonder club | zonder club |
| 2021/22 | RUS Rebecquoise          | België      | Tweede afdeling         |             |             |
|         |                          |             | Totaal                  | 170         | 22          |

Bijgewerkt op 25 mei 2021.

## Interlandcarrière
Traoré kwam vier keer uit voor de nationale ploeg van Ivoorkust -20 jaar. Op 5 maart 2014 maakte hij zijn interlanddebuut voor Burkina Faso tijdens een vriendschappelijke interland tegen de Comoren (1-1), waarin hij in de 82e minuut inviel voor Jonathan Zongo.

## Trivia
- Traoré heeft naast de Ivoriaanse nationaliteit ook een Burkinees paspoort.